# Turbostaat
Turbostaat est un groupe allemand de punk rock, originaire de Husum, Schleswig-Holstein.

## Histoire
Le groupe est formé le 7 janvier 1999 dans une salle de répétition du centre culturel Speicher de Husum,. Les membres du groupe avaient auparavant participé à d'autres groupes de punk rock (notamment Exil, Zack Ahoi et Unabomber). Après le déménagement des membres du groupe à Flensbourg, l'album Flamingo sort en 2001 sur le label hambourgeois Schiffen, tout comme son successeur Schwan en 2003.
Turbostaat joue entre autres en première partie du groupe ami Beatsteaks. Pour la chanson Frieda und die Bomben des Beatsteaks, une reprise de la chanson Hell on Wheels de Fu Manchu, Marten Ebsen écrit les paroles en allemand, et Jan Windmeier se charge de la partie vocale. Cette chanson figure sur le single 'Hello Joe des Beatsteaks, sorti en 2004. En mai 2004, Turbostaat donne des concerts en Norvège, en Suède et en Finlande dans le cadre d'une tournée scandinave.
Fin 2006, après que leur label d'origine Schiffen ait cessé de publier des enregistrements et que plusieurs labels discographiques se soient alors disputées le groupe, Turbostaat passe au nouveau label Same Same But Different, appartenant au Warner Music Group, et y enregistre fin mars 2007 un nouvel album intitulé Vormann Leiss, qui sort le 17 août de la même année. L'album est produit par Moses Schneider, qui a depuis participé à toutes les productions de Turbostaat,. En 2007, Turbostaat participe pour la première fois à Rock am Ring et fait la première partie de quelques concerts des Beatsteaks en novembre et décembre 2007. Ils montent également sur scène à plusieurs reprises avec The Gaslight Anthem. En février 2008, le groupe annonce via Myspace qu'il était de retour en studio. Lors de l'édition 2009 du festival Highfield, le nouvel album est annoncé pour début 2010. En outre, ils jouent déjà les nouvelles chansons Surt + Tyrann et Strandgut lors des festivals de l'été. En 2010, outre une tournée en Allemagne, la date de sortie officielle du quatrième album studio Das Island Manöver, le 9 avril, est confirmée. En outre, la chanson Surt + Tyrann est proposée en téléchargement gratuit sur le site web du groupe.
Au début de 2012, le groupe annonce les premiers travaux sur son cinquième album Stadt der Angst, qui sort le 5 avril 2013 sur le label discographique hambourgeois Clouds Hill. Dans l'émission neoParadise diffusée le 20 décembre 2012 sur ZDFneo, ils jouent le titre Sohnemann Heinz contenu dans cet album. Cette chanson est disponible en téléchargement gratuit sur le site web du groupe à partir du 28 février 2013.
À l'occasion de son 15e anniversaire, le groupe effectue une tournée fin 2014-début 2015 sous le slogan « 15 Jahre, zwei Abende, 63 Lieder » (« 15 ans, deux soirées, 63 chansons »). À cette occasion, toutes les chansons du groupe sont jouées dans sept villes, chacune pendant deux soirs consécutifs.
Fin juin 2015, Turbostaat enregistre les parties instrumentales de son sixième album au Hansa-Tonstudio. Le sixième album studio, Abalonia, sort le 29 janvier 2016 sur la branche allemande du label belge PIAS. L'artwork de l'album est réalisé par le graphiste Stefan Weyer, qui est également guitariste du groupe Love A. Le groupe présente la chanson Wolter dans l'émission Circus HalliGalli diffusée le 1er mars 2016 sur ProSieben. Dans l'histoire du groupe, Abalonia représente un tournant, la tournée suivante de l'album attire beaucoup plus de spectateurs.
En 2018, le premier album live du groupe, Nachtbrot, est enregistré lors de trois concerts au centre culturel Conne Island de Leipzig et publié début 2019 à l'occasion du vingtième anniversaire du groupe. Dans le cadre de cette publication, le chanteur Jan Windmeier indique que le groupe souhaitait enregistrer son prochain album studio en mai 2019 et qu'il visait une sortie au début de l'année 2020. Le septième album studio, intitulé Uthlande, sort le 17 janvier 2020 sous le label PIAS. Sur la pochette de l'album figure une peinture du grand-père du guitariste Marten Ebsen. La peinture en question est accrochée dans la maison des parents de Marten Ebsen. Les chansons Rattenlinie Nord, Ein schönes Blau ainsi que Hemmingstedt ont déjà été publiées au préalable à partir de l'album.
Les paroles des chansons sont écrites par le guitariste Marten Ebsen. 

## Discographie

### Albums studio
- 2001 : Flamingo (Schiffen)
- 2003 : Schwan (Schiffen)
- 2007 : Vormann Leiss (Same Same But Different) (61e des charts allemands[14])
- 2010 : Das Island Manöver (Same Same But Different) (31e des charts allemands[14])
- 2013 : Stadt der Angst (Clouds Hill) (17e des charts allemands[14])
- 2016 : Abalonia (PIAS) (15e des charts allemands[14])
- 2019 : Nachtbrot (Rookie Records) (album live)
- 2020 : Uthlande (PIAS) (6e des charts allemands[14])

### Singles
- 2006 : Haubentaucherwelpen / Pingpongpunk
- 2007 : Harm Rochel
- 2007 : Haubentaucherwelpen
- 2008 : Insel
- 2008 : Vormann Leiss
- 2010 : Pennen bei Glufke
- 2010 : Urlaub auf Fuhferden
- 2011 : FünfWürstchenGriff
- 2013 : Tut es doch weh
- 2015 : Abalonia
- 2016 : Wolter
- 2017 : Die Tricks der Verlierer
- 2019 : Rattenlinie Nord
- 2019 : Ein schönes Blau
- 2019 : Hemmingstedt
- 2020 : Brockengeist
- 2022 : Otto muss fallen